# Marley Watkins
Marley Joseph Watkins (* 17. Oktober 1990 in Lewisham, London) ist ein walisischer Fußballspieler, der beim FC Kilmarnock unter Vertrag steht.

## Karriere

### Verein
Marley Watkins wurde in Lewisham, einem Stadtbezirk der englischen Hauptstadt London, als Sohn eines Walisers und einer französischen Mutter geboren. Sein Großvater war der walisische Lyriker Vernon Phillips Watkins. Seine Fußballkarriere begann er als neunjähriger bei Swansea City. Für den Verein spielte er die folgenden acht Jahre in den verschiedenen Altersklassen der Jugendakademie. Im Juli 2017 verließ er den Verein und wechselte anschließend zu Cheltenham Town. Dort spielte er bis 2008 noch ein weiteres Jahr in der Jugend, ehe er in die erste Mannschaft hochgezogen wurde. Am 9. August 2008 debütierte er für den Drittligisten als Profi, nachdem er in der Partie gegen Northampton Town, die mit einer 2:4-Niederlage endete, für Andy Lindegaard eingewechselt wurde. Im Februar 2010 gelang ihm gegen den gleichen Gegner sein erstes Profitor. Beide Mannschaften waren zuvor in die vierte Liga abgestiegen. Im September 2010 wurde Watkins in die National League zu Bath City verliehen. Im Januar 2011 verpflichtete ihn der Verein fest von Cheltenham. Bis Mai 2012 stand er in Bath unter Vertrag.
Danach spielte er für ein Jahr beim Ligakonkurrenten Hereford United. Im Juni 2013 wechselte er nach Schottland zu Inverness Caledonian Thistle. Mit dem Verein erreichte er 2014 das Finale im schottischen Ligapokal das gegen den FC Aberdeen im Elfmeterschießen verloren wurde. Ein Jahr später wurde das Endspiel im Pokal gegen den FC Falkirk gewonnen. Beim 2:1-Erfolg erzielte Watkins das zwischenzeitliche Führungstor. Den Verein verließ er im Anschluss daran.
Nach dem Erfolg in Schottland wechselte er zurück nach England und unterschrieb beim FC Barnsley aus der dritten Liga. Gleich im ersten Jahr errang er mit seinem neuen Verein die League Trophy im Finale gegen Oxford United. Zugleich stieg er mit dem Verein in die zweite Liga auf, nachdem die Aufstiegs-Play-offs gewonnen wurden.
Ab 2017 stand er bei Norwich City unter Vertrag. Dieser Verein verkaufte ihn ein Jahr später für eine Million Pfund Ablösesumme an Bristol City. Im August 2020 wurde Watkins für ein halbes Jahr an den FC Aberdeen verliehen.
Nach Ende der Ausleihe gehört Watkins 2021 wieder zum Kader von Bristol.

### Nationalmannschaft
Der in England geborene Marley Watkins war durch seinen Vater für Wales spielberechtigt. Im Jahr 2017 wurde er erstmals in den Kader der Nationalmannschaft der Waliser berufen. Er debütierte am 14. November 2017 als Einwechselspieler für David Brooks bei einem 1:1-Unentschieden gegen Panama in Cardiff. Im Jahr 2018 folgte sein bis dato letzter Einsatz, als er bei einem 6:0-Sieg gegen China für Harry Wilson in das Spiel kam.